# San Francesco d'Assisi a Monte Mario
San Francesco d'Assisi a Monte Mario är en kyrkobyggnad i Rom, helgad åt den helige Franciskus av Assisi. Kyrkan är belägen vid Piazzetta di Monte Gaudio på Monte Mario i suburbio Della Vittoria och tillhör församlingen San Francesco d'Assisi a Monte Mario.
Kyrkan förestås av Piaristorden.

## Historia
År 1660 lät Bartolomeo Neri (död 1667), apostolisk protonotarie och kanik i Santi Celso e Giuliano, bygga ett litet kapell på sin egendom i nordvästra Rom. Den nuvarande kyrkan uppfördes åren 1667–1676 i barockstil; kampanilen tillkom två år senare. Fasaden uppfördes år 1728 efter ritningar av arkitekten Pietro Passalacqua och kyrkan konsekrerades av påve Benedikt XIII den 2 juli samma år. Enligt en källa är kyrkan uppförd i rokokostil.
Fasaden med två kolossalpilastrar har en elegant portal, krönt av ett kurvlinjigt pediment. Den enskeppiga interiören med tunnvalv är dekorerad med rika stuckarbeten. Högaltaruppsatsen i vit marmor är ett verk av Giuseppe Cacci. Högaltarmålningen framställer hur Jungfru Maria och Jesusbarnet uppenbarar sig för den helige Franciskus.
En tillbyggnad av kyrkan uppfördes åren 1914–1916 av arkitekten Aristide Leonori.
Åren 2003–2004 byggdes en ny, större kyrkobyggnad till vänster om den äldre 1600-talskyrkan. Byggnaden ritades av arkitekterna Alessandro Ressa och Anna Claudia Cenciarini.

## Bilder
| - Nya kyrkobyggnadens exteriör vid Piazzetta di Monte Gaudio. - Nya kyrkobyggnadens interiör. |

## Kommunikationer
- Busshållplats Trionfale/Monte Gaudio – Roms bussnät, linje 911 913 913L n913